# Agnieszka Zalewska
Pour les articles homonymes, voir Zalewska.
Agnieszka Zalewska , née le 24 septembre 1948 à Cracovie, est une physicienne polonaise, professeur de sciences physiques.
Elle était présidente du conseil du CERN du 1er janvier 2013 au 31 décembre 2015, remplacée par Sijbrand de Jong (nl).

## Biographie
Agnieszka Zalewska achève ses études de physique en 1971 à l’université Jagellonne et soutient son doctorat en 1975 dans la même université de Cracovie, pour des travaux effectués sur les données de chambre à bulles obtenues à partir d’une expérience menée au CERN.
Elle fait toute sa carrière scientifique à l'Institut de physique nucléaire Henryk Niewodniczański (pl) de l’Académie polonaise des sciences dans le domaine de la physique des particules. Elle y nommée professeur titulaire d'une chaire en 2000 et est chargée de cours à l’université Jagellonne de 1971 à 2008 (sauf pendant ses séjours à l'étranger) et de 1999 à 2006 à l'université de Silésie.
Elle a travaillé sur l’expérience DELPHI menée au Grand collisionneur électron-positon (LEP) du CERN. Elle a joué un rôle important dans le développement de trajectographes au silicium.
Depuis 2000, elle travaille sur la physique des neutrinos avec l'expérience ICARUS au laboratoire national du Gran Sasso (Italie), qui étudie un faisceau de neutrinos envoyé à partir du CERN à travers la croûte terrestre.
Outre au CERN et au Laboratoire national du Gran Sasso, elle a également séjourné au centre du Commissariat à l'énergie atomique de Saclay.
Elle a également participé à des études de faisabilité portant sur un laboratoire souterrain en Pologne.
Elle représente la Pologne au Conseil du CERN depuis janvier 2010.

## Distinctions
Elle a reçu la Croix du mérite de la république de Pologne.

## Vie personnelle
Elle est mariée et a 4 enfants (Anna, née en 1972, Andrzej né en 1976, Lidia née en 1977, Mikołaj né en 1980).